# Persone di nome Federica
| Questa pagina contiene informazioni ricavate automaticamente dalle voci biografiche con l'ausilio del template Bio e di un bot. L'aggiornamento è periodico e automatico e ricostruisce completamente la pagina. Se manca una persona in questa lista, sei pregato di non aggiungerla, ma accertati piuttosto che la sua voce biografica contenga il template Bio e che i dati anagrafici siano correttamente compilati. Se il template Bio manca, inseriscilo tu stesso o, in alternativa, metti l'avviso {{tmp\|Bio}} che ne segnala la mancanza. Se i dati riportati sono sbagliati, correggi direttamente la voce biografica; le modifiche saranno visibili in questa lista entro pochi giorni. Per chiarimenti vedi il progetto antroponimi. La lista contiene solo le 161 persone che sono citate nell'enciclopedia e per le quali è stato implementato correttamente il template Bio. Pagina aggiornata al 6 ago 2025. |

Questa è una lista di persone presenti nell'enciclopedia che hanno il nome Federica, suddivise per attività principale.

## Allenatrici di calcio(1)
- Federica D'Astolfo, allenatrice di calcio e ex calciatrice italiana (n. 1967)

## Arrampicatrici(1)
- Federica Mingolla, arrampicatrice italiana (Torino, n. 1994)

## Artiste(2)
- Federica Galli, artista italiana (Soresina, n. 1932 - Milano, † 2009)
- Federica Marangoni, artista e designer italiana (Padova, n. 1940)

## Astronome(1)
- Federica Luppi, astronoma italiana

## Attrici(14)
- Federica Bianco, attrice italiana (San Pietro Vernotico, n. 1983)
- Federica Cacciola, attrice, scrittrice e personaggio televisivo italiana (Taormina, n. 1986)
- Federica Citarella, attrice italiana (Vico Equense, n. 1987)
- Federica De Cola, attrice italiana (Messina, n. 1984)
- Federica Di Martino, attrice italiana (Ortona, n. 1973)
- Federica Fracassi, attrice italiana (Cornaredo, n. 1971)
- Federica Girardello, attrice italiana (Vittorio Veneto, n. 1993)
- Federica Mastroianni, attrice italiana (Roma, n. 1969)
- Federica Moro, attrice e ex modella italiana (Carate Brianza, n. 1965)
- Federica Paccosi, attrice, modella e showgirl italiana (Montecatini Terme, n. 1961 - Montecatini Terme, † 2006)
- Federica Ranchi, attrice italiana (Trieste, n. 1939 - Egina, † 2025)
- Federica Rosellini, attrice, scrittrice e regista teatrale italiana (Treviso, n. 1989)
- Federica Sabatini, attrice italiana (Roma, n. 1992)
- Federica Sbrenna, attrice e conduttrice radiofonica italiana (Roma, n. 1990)

## Attrici pornografiche(1)
- Federica Tommasi, attrice pornografica italiana (Verona, n. 1974)

## Calciatrici(15)
- Federica Cafferata, calciatrice italiana (Genova, n. 2000)
- Federica Cavicchia, calciatrice svizzera (Lucerna, n. 1998)
- Federica Chinello, ex calciatrice e dirigente sportivo italiana (Piove di Sacco, n. 1986)
- Federica Clerici, calciatrice italiana (Como, n. 1994)
- Federica D'Auria, calciatrice italiana (Torino, n. 2003)
- Federica Di Criscio, calciatrice italiana (Lanciano, n. 1993)
- Federica Jasmeen Giura, calciatrice italiana (Roma, n. 1992)
- Federica Laddaga, calciatrice italiana (Vizzolo Predabissi, n. 1987)
- Federica Marzi, ex calciatrice e giocatrice di calcio a 5 italiana (Roma, n. 1990)
- Federica Moroni, calciatrice italiana (n. 1992)
- Federica Parsani, calciatrice italiana (Seriate, n. 1996)
- Federica Rizza, calciatrice italiana (Lodi, n. 1997)
- Federica Russo, ex calciatrice italiana (Torino, n. 1991)
- Federica Savini, calciatrice italiana (Genzano di Roma, n. 1991)
- Federica Veritti, calciatrice italiana (San Daniele del Friuli, n. 1999)

## Canottiere(1)
- Federica Cesarini, canottiera italiana (Cittiglio, n. 1996)

## Cantanti(1)
- Jasmine, cantante italiana (Roma, n. 1972)

## Cantautrici(5)
- Federica Abbate, cantautrice, compositrice e paroliera italiana (Milano, n. 1991)
- Thony, cantautrice e attrice italiana (Palermo, n. 1982)
- Federica Camba, cantautrice, produttrice discografica e compositrice italiana (Roma, n. 1974)
- Federica Carta, cantautrice italiana (Roma, n. 1999)
- Hu, cantautrice, polistrumentista e tecnico del suono italiana (Fermo, n. 1994)

## Cestiste(6)
- Federica Brunetti, cestista italiana (Cagliari, n. 1988)
- Federica Cerretti, ex cestista italiana (La Spezia, n. 1976)
- Federica Ciampoli, ex cestista italiana (Ortona, n. 1980)
- Federica Giudice, cestista italiana (Taranto, n. 2000)
- Federica Mazzone, ex cestista italiana (Ragusa, n. 1983)
- Federica Tognalini, ex cestista italiana (Roma, n. 1991)

## Cicliste su strada(2)
- Federica Primavera, ciclista su strada e pistard italiana (Vimercate, n. 1990)
- Federica Venturelli, ciclista su strada, pistard e ciclocrossista italiana (Cremona, n. 2005)

## Conduttrici radiofoniche(1)
- Federica Gentile, conduttrice radiofonica, conduttrice televisiva e autrice televisiva italiana (Roma, n. 1969)

## Conduttrici televisive(3)
- Federica Fontana, conduttrice televisiva, ex modella e blogger italiana (Monza, n. 1977)
- Federica Panicucci, conduttrice televisiva e conduttrice radiofonica italiana (Cecina, n. 1967)
- Federica Torti, conduttrice televisiva italiana (Genova, n. 1976)

## Danzatrici su ghiaccio(2)
- Federica Faiella, danzatrice su ghiaccio italiana (Roma, n. 1981)
- Federica Testa, ex danzatrice su ghiaccio italiana (Milano, n. 1993)

## Doppiatrici(3)
- Federica De Bortoli, doppiatrice e attrice italiana (Roma, n. 1976)
- Federica Simonelli, doppiatrice italiana (Milano, n. 1990)
- Federica Valenti, doppiatrice italiana (Torino, n. 1969)

## Fondiste(2)
- Federica Cassol, fondista italiana (n. 2000)
- Federica Sanfilippo, fondista e biatleta italiana (Vipiteno, n. 1990)

## Giavellottiste(1)
- Federica Botter, giavellottista italiana (Latisana, n. 2001)

## Ginnaste(2)
- Federica Febbo, ginnasta italiana (Chieti, n. 1993)
- Federica Macrì, ex ginnasta italiana (Trieste, n. 1990)

## Giocatrici di curling(1)
- Federica Apollonio, giocatrice di curling italiana (Pieve di Cadore, n. 1991)

## Giornaliste(5)
- Federica Angeli, giornalista e saggista italiana (Roma, n. 1975)
- Federica Balestrieri, giornalista e conduttrice televisiva italiana (Brescia, n. 1969)
- Federica De Denaro, giornalista e conduttrice televisiva italiana (Roma, n. 1972)
- Federica Masolin, giornalista e conduttrice televisiva italiana (Milano, n. 1985)
- Federica Sciarelli, giornalista e conduttrice televisiva italiana (Roma, n. 1958)

## Golfiste(2)
- Federica Dassù, golfista italiana (Milano, n. 1957)
- Federica Piovano, golfista italiana (Roma, n. 1981)

## Hockeiste su ghiaccio(1)
- Federica Zandegiacomo, ex hockeista su ghiaccio italiana (Pieve di Cadore, n. 1985)

## Imitatrici(1)
- Federica Cifola, imitatrice, comica e attrice italiana (Roma, n. 1971)

## Imprenditrici(1)
- Federica Guidi, imprenditrice e politica italiana (Modena, n. 1969)

## Insegnanti(1)
- Federica Bagnera, insegnante e ex ballerina italiana (Genova, n. 1985)

## Kickboxer(1)
- Federica Trovalusci, kickboxer italiana (n. 1997)

## Marciatrici(2)
- Federica Curiazzi, marciatrice italiana (Bergamo, n. 1992)
- Federica Ferraro, marciatrice italiana (Savona, n. 1988)

## Mezzofondiste(3)
- Federica Dal Rì, mezzofondista italiana (Cles, n. 1980)
- Federica Del Buono, mezzofondista italiana (Vicenza, n. 1994)
- Federica Sugamiele, mezzofondista italiana (Erice, n. 1996)

## Modelle(2)
- Federica Felini, ex modella, personaggio televisivo e cantante italiana (Lodi, n. 1983)
- Federica Nargi, modella e showgirl italiana (Roma, n. 1990)

## Multipliste(1)
- Federica Palumbo, multiplista italiana (Busto Arsizio, n. 1995)

## Nobildonne(1)
- Federica di Hannover, nobildonna (Hannover, n. 1848 - Biarritz, † 1926)

## Nobili(6)
- Federica Enrichetta di Anhalt-Bernburg, nobile (Bernburg, n. 1702 - Köthen, † 1723)
- Federica Augusta Sofia di Anhalt-Bernburg, nobile tedesca (Bernburg, n. 1744 - Coswig, † 1827)
- Federica Dorotea di Brandeburgo-Schwedt, nobile tedesca (Schwedt, n. 1736 - Stoccarda, † 1798)
- Federica Luisa di Prussia, nobile (Berlino, n. 1714 - Unterschwaningen, † 1784)
- Luisa d'Orange-Nassau, nobile (L'Aia, n. 1770 - Amsterdam, † 1819)
- Federica di Prussia, nobile (Berlino, n. 1796 - Dessau, † 1850)

## Nuotatrici(7)
- Federica Biscia, ex nuotatrice italiana (Torino, n. 1980)
- Federica Sala, nuotatrice artistica italiana (Vimercate, n. 1993)
- Federica Stabilini, ex nuotatrice italiana (Roma, n. 1957)
- Federica Stefanelli, nuotatrice artistica italiana (Como, n. 1985)
- Federica Tommasi, sincronetta italiana (Roma, n. 1987)
- Federica Vitale, nuotatrice italiana (Roma, n. 1983)
- Federica Volpini, nuotatrice italiana (n. 1993)

## Pallanuotiste(2)
- Federica Lavi, pallanuotista italiana (Osimo, n. 1994)
- Federica Radicchi, pallanuotista italiana (Roma, n. 1988)

## Pallavoliste(7)
- Federica Biganzoli, pallavolista italiana (Tradate, n. 1987)
- Federica Carletti, pallavolista italiana (Carrara, n. 2000)
- Federica Mastrodicasa, pallavolista italiana (Penne, n. 1988)
- Federica Squarcini, pallavolista italiana (Pontedera, n. 2000)
- Federica Stufi, pallavolista italiana (Firenze, n. 1988)
- Federica Tasca, pallavolista italiana (Bergamo, n. 1989)
- Federica Valeriano, ex pallavolista italiana (Vercelli, n. 1985)

## Pattinatrici di short track(1)
- Federica Tombolato, ex pattinatrice di short track italiana (Bolzano, n. 1994)

## Personaggi televisivi(1)
- Federica Pellegrini, personaggio televisivo e ex nuotatrice italiana (Mirano, n. 1988)

## Pianiste(1)
- Federica Fornabaio, pianista, compositrice e direttrice d'orchestra italiana (Andria, n. 1985)

## Politiche(7)
- Federica Chiavaroli, politica italiana (Penne, n. 1970)
- Federica Daga, politica italiana (Oristano, n. 1976)
- Federica Dieni, politica italiana (Reggio Calabria, n. 1986)
- Federica Fratoni, politica italiana (Firenze, n. 1972)
- Federica Mogherini, politica italiana (Roma, n. 1973)
- Federica Onori, politica italiana (Albano Laziale, n. 1988)
- Federica Zanella, politica italiana (Negrar, n. 1971)

## Principesse(15)
- Federica d'Assia-Darmstadt, principessa tedesca (Darmstadt, n. 1752 - Hannover, † 1782)
- Federica Carlotta di Brandeburgo-Schwedt, principessa (Schwedt, n. 1745 - Altona, † 1808)
- Federica Carlotta Ulrica di Prussia, principessa tedesca (Potsdam, n. 1767 - Weybridge, † 1820)
- Federica Amalia di Danimarca, principessa danese (Copenaghen, n. 1649 - Kiel, † 1704)
- Luisa di Prussia, principessa prussiana (Berlino, n. 1770 - Berlino, † 1836)
- Federica Elisabetta di Württemberg, principessa (Treptow an der Rega, n. 1765 - Vienna, † 1785)
- Federica Elisabetta di Sassonia-Eisenach, principessa (Altenkirchen, n. 1669 - Langensalza, † 1730)
- Guglielmina di Prussia, principessa tedesca (Berlino, n. 1751 - Palazzo di Het Loo, † 1820)
- Federica di Hohenzollern-Sigmaringen, principessa tedesca (Sigmaringen, n. 1820 - Forlì, † 1906)
- Federica di Meclemburgo-Strelitz, principessa tedesca (Hannover, n. 1778 - Hannover, † 1841)
- Federica di Sassonia-Gotha-Altenburg, principessa tedesca (Gotha, n. 1715 - Bad Langensalza, † 1775)
- Federica di Sassonia-Gotha-Altenburg, principessa (Gotha, n. 1675 - Karlsbad, † 1709)
- Federica Carlotta d'Assia-Darmstadt, principessa (Darmstadt, n. 1698 - Darmstadt, † 1777)
- Carlotta di Prussia, principessa (Berlino, n. 1831 - Meiningen, † 1855)
- Federica Carolina di Sassonia-Coburgo-Saalfeld, principessa (Coburgo, n. 1735 - Unterschwaningen, † 1791)

## Produttrici cinematografiche(2)
- Federica Lucisano, produttrice cinematografica italiana (Roma, n. 1967)
- Federica Vincenti, produttrice cinematografica, musicista e produttrice teatrale italiana (Scorrano, n. 1983)

## Registe(1)
- Federica Cellini, regista e giornalista italiana (Roma, n. 1979)

## Sceneggiatrici(1)
- Federica Pontremoli, sceneggiatrice e regista italiana (Genova, n. 1966)

## Schermitrici(1)
- Federica Isola, schermitrice italiana (Milano, n. 1999)

## Sciatrici alpine(3)
- Federica Brignone, sciatrice alpina italiana (Milano, n. 1990)
- Federica Selva, ex sciatrice alpina sammarinese (Borgo Maggiore, n. 1996)
- Federica Sosio, ex sciatrice alpina italiana (Sondalo, n. 1994)

## Scrittrici(6)
- Federica Bosco, scrittrice e sceneggiatrice italiana (Milano, n. 1971)
- Federica Brunini, scrittrice e giornalista italiana (Busto Arsizio, n. 1971)
- Federica De Paolis, scrittrice e dialoghista italiana (Roma, n. 1971)
- Federica Fantozzi, scrittrice e giornalista italiana (Roma, n. 1968)
- Federica Manzon, scrittrice italiana (Pordenone, n. 1981)
- Federica Montseny, scrittrice, politica e anarchica spagnola (Madrid, n. 1905 - Tolosa, † 1994)

## Showgirl(1)
- Federica Ridolfi, showgirl e ballerina italiana (Roma, n. 1974)

## Soprani(1)
- Federica Lombardi, soprano italiano (Cesena, n. 1989)

## Sovrane(2)
- Federica di Baden, regina (Karlsruhe, n. 1781 - Losanna, † 1826)
- Federica Luisa d'Assia-Darmstadt, regina (Prenzlau, n. 1751 - Berlino, † 1805)

## Storiche della filosofia(1)
- Federica Montevecchi, storica della filosofia italiana (Gragnola, n. 1966)

## Tennistavoliste(1)
- Federica Cudia, tennistavolista italiana (Mazara del Vallo, n. 1989)

## Tenniste(2)
- Federica Bonsignori, ex tennista italiana (Roma, n. 1967)
- Federica Di Sarra, tennista italiana (Fondi, n. 1990)

## Terroriste(1)
- Federica Saraceni, ex terrorista italiana (Roma, n. 1969)

## Senza attività specificata(5)
- Agnese di Anhalt, duchessa (Dessau, n. 1824 - Hummelshain, † 1897)
- Federica di Hannover, duchessa e principessa tedesca (Blankenburg, n. 1917 - Madrid, † 1981)
- Federica Foghetti, ex pentatleta italiana (Roma, n. 1968)
- Federica Rossi Gasparrini, ex politica italiana (Stagno Lombardo, n. 1937)
- Federica di Schleswig-Holstein-Sonderburg-Glücksburg, duchessa (Gottorp, n. 1811 - Ballenstedt, † 1902)